# Ukrajinská menšina v Česku
Ukrajinská národnostní menšina je skupina obyvatel České republiky, kteří se odlišují od ostatních obyvatel zpravidla ukrajinským původem, ukrajinskou kulturou a používáním ukrajinštiny, případně sebeidentifikací jako Ukrajinci bez ohledu na ostatní kritéria.

## Právní definice
Podle Zákona o právech příslušníků národnostních menšin se za ukrajinskou národnostní menšinu považuje společenství občanů České republiky žijících na území současné České republiky, kteří se odlišují od ostatních občanů zpravidla společným etnickým původem, tedy ukrajinským jazykem, kulturou a tradicemi, tvoří početní menšinu obyvatelstva a zároveň projevují vůli být považováni za národnostní menšinu za účelem společného úsilí o zachování a rozvoj vlastní svébytnosti, jazyka a kultury a zároveň za účelem vyjádření a ochrany zájmů jejich společenství, které se historicky utvořilo, a za příslušníka národnostní menšiny občan České republiky, který se hlásí k ukrajinské národnosti a projevuje přání být považován za příslušníka ukrajinské národnostní menšiny spolu s dalšími, kteří se hlásí k ukrajinské národnosti.

## Migrace
Pracovní migrace cizinců z Ukrajiny do Česka začala nabývat na intenzitě počátkem devadesátých let dvacátého století. V roce 1991 na českém území bylo jen 8 500 občanů Ukrajiny. Nicméně k říjnu 2009 Český statistický úřad udával číslo 132 481, což z občanů Ukrajiny dělalo největší skupinu cizinců v České republice tvořících 30 % populace všech cizinců v Česku.
K 31. prosinci 2011 v Česku žilo 118 932 občanů Ukrajiny, k 31. prosinci 2012 to bylo 112 549, 105 138 k 31. prosinci 2013. K 31. prosinci 2016 v Česku žilo 110 245 občanů Ukrajiny, za desetiletí období se jednalo o 3 % pokles.
K 30. červnu 2020 v Česku žilo 157 289 občanů Ukrajiny. K 30. červnu 2021 na území České republiky žilo již 183 250 občanů Ukrajiny.
K ukrajinské národnosti se ve sčítání lidu v roce 2021 přihlásilo 78 068 osob, čímž se ukrajinská národnostní menšina stala (po Slovácích) druhou nejpočetnější národnostní skupinou.
K 1. říjnu 2023 bylo v Česku téměř 360 000 uprchlíků z Ukrajiny, většinou žen, dětí a starších lidí, kteří utekli z Ukrajiny během ruské invaze v Ukrajinu.

### Aktuální počet cizinců

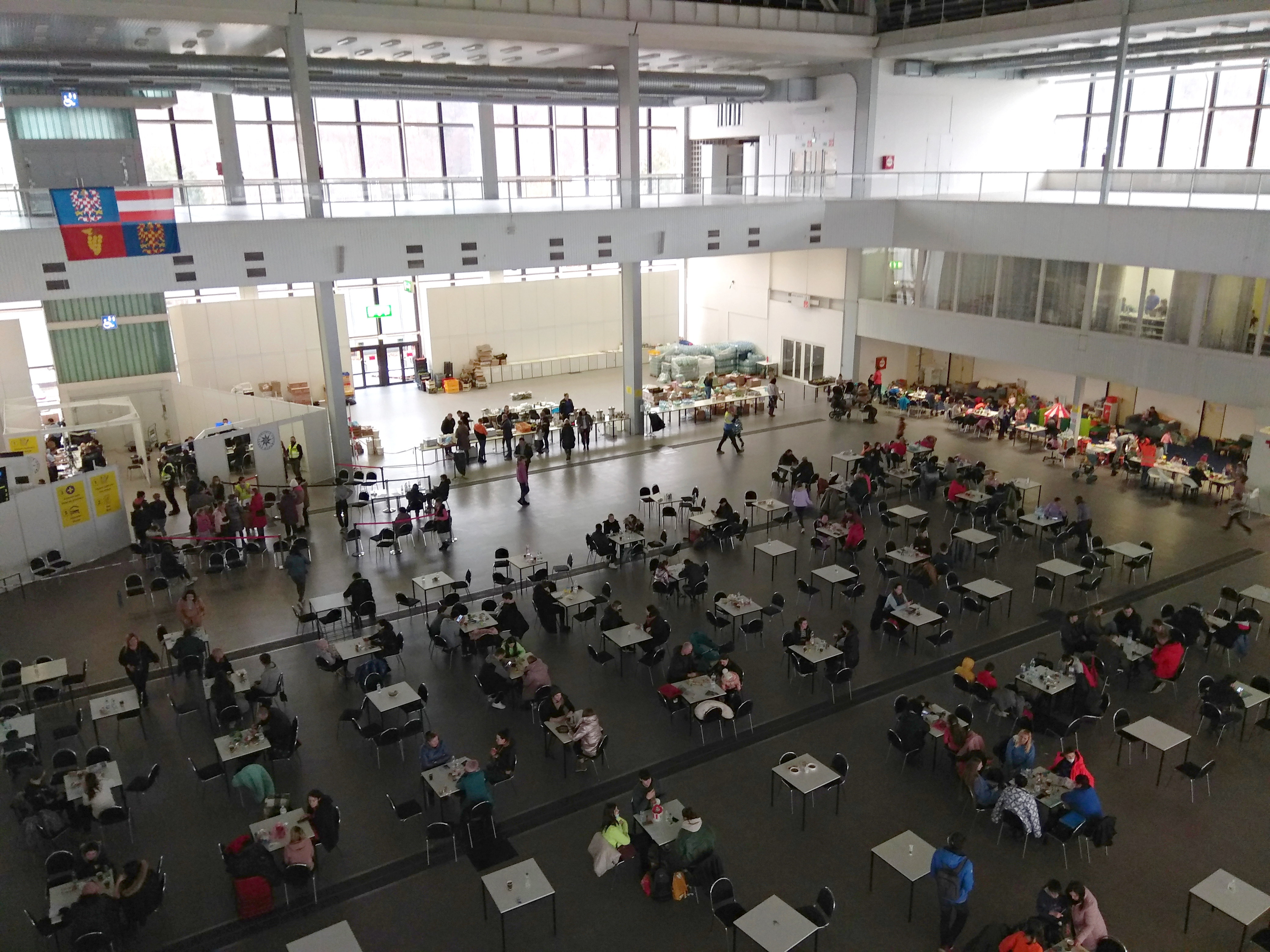
Cizinci z Ukrajiny v Brně 4. března 2022

Koncem roku 2023 žilo na území Česka 1 065 740 cizinců, z toho 574 447 z Ukrajiny.

### Ekonomická situace
Zhruba 80 % ekonomicky aktivních ukrajinských uprchlíků starších 17 let v roce 2024 pracovalo, ale často se jednalo o vzdělané ženy, které dělaly méně kvalifikovanou práci. Některé obory, jako například stavebnictví nebo zemědělství, by se podle ministra práce a sociálních věcí Mariana Jurečka těžko obešly bez pracovníků z Ukrajiny. 30 % pracujících uprchlíků uvedlo, že musí mít více prací, aby se uživili, a polovina pracovala o víkendech nebo pozdě večer. 79 % ukrajinských uprchlíků v ekonomicky aktivním věku si v listopadu 2023 samo hradilo náklady na bydlení.

### Protiukrajinské nálady
Podle průzkumu agentury PAQ Research, který byl proveden mezi uprchlíky z Ukrajiny v Česku v červnu 2023, odpovědělo 60 % dotázaných kladně na otázku: "Zažil jste vy nebo někdo z vašich rodinných příslušníků během svého pobytu v České republice verbální/fyzické útoky kvůli tomu, že jste z Ukrajiny?" Podle výzkumů společnosti PAQ research z roku 2024 se 57 % ukrajinských uprchlíků setkalo s verbálními útoky ze strany Čechů.
V roce 2023 došlo k několika incidentům mezi občany Ukrajiny a občany Česka, které média označila za Romy.